# آلیس بریدی
 آلیس برَدی (انگلیسی: Alice Brady؛ ۲ نوامبر ۱۸۹۲ – ۲۸ اکتبر ۱۹۳۹) یک هنرپیشه اهل ایالات متحده آمریکا بود.

## زندگی‌نامه
با نام تولد مری رز برادی (به انگلیسی: Mary Rose Brady) در ۲ نوامبر ۱۸۹۲ در نیویورک سیتی زاده شد. تولد ۱۸۹۲ نیویورک – مرگ ۱۹۳۹ نیویورک. از سنین نوجوانی علاقه زیادی به هنرپیشگی داشت. برای اولین بار در سن ۱۴ سالگی روی صحنه رفت و در ۱۸ سالگی برای اولین بار پای به صحنه تئاتر برادوی گذاشت. پدرش تهیه‌کننده فیلم و تئاتر بود و آلیس بیشتر در فیلم‌های او ظاهر می‌شد.
از سال ۱۹۱۳ به مدت ۱۰ سال، در ۵۳ فیلم ظاهر شد. در آن زمان مرکز صنعت فیلمسازی، در نیویورک بود. در سال ۱۹۱۹ وی با هنرپیشه‌ای به نام جیمز کرین ازدواج کرد که این ازدواج فقط ۳ سال دوام داشت. در این سه سال این دو باهم در ۳ فیلم صامت ظاهر شدند: "شب عروسی او" (۱۹۱۹)، "گناهکاران" (۱۹۲۰) و "فانوسی تاریک" (۱۹۲۰). از سال ۱۹۲۳ به مدت ۱۰ سال، در هیچ فیلمی بازی نکرد و فقط روی صحنه نمایش ظاهر می‌شد.
در سال ۱۹۳۳ به هالیوود و استودیو مترو گلدوین مایر رفت و اولین فیلم ناطق خود با عنوان "When Ladies Meet" را برای این استودیو بازی کرد. در سال ۱۹۳۶ در فیلم "مرد من گادفری" در نقش مادر دمدمی مزاج کارول لمبارد ظاهر گشت که به خاطر این نقش، نامزد دریافت جایزه اسکار بهترین بازیگر نقش مکمل زن گردید. در سال ۱۹۳۷ به خاطر بازی در فیلم در "در شیکاگو قدیم" برندهٔ جایزه اسکار بهترین بازیگر نقش مکمل زن شد.
آخرین فیلم شاخص بردی، آقای لینکلن جوان (۱۹۳۹) بود. کمی بعد در ۲۸ اکتبر ۱۹۳۹ به دلیل ابتلا به سرطان در سن ۴۶ سالگی از دنیا رفت.

## فیلم‌شناسی
از فیلم‌ها یا برنامه‌های تلویزیونی که وی در آن نقش داشته‌است می‌توان به آثار زیر اشاره کرد.
- As Ye Sow (۱۹۱۴)
- رئیس (۱۹۱۵)
- Bought and Paid For (۱۹۱۶)
- Betsy Ross (۱۹۱۷)
- شب عروسی او (۱۹۱۹)

- گناهکاران (۱۹۲۰)
- فانوسی تاریک (۱۹۲۰)

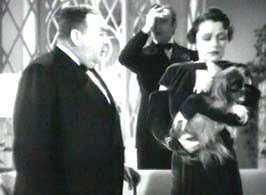
مرد من گادفری

- When Ladies Meet (۱۹۳۳ اولین فیلم ناطق آلیس بردی)
- زیبایی برای فروش (۱۹۳۵)
- مادر صحنه – (۱۹۳۵)
- The Gay Divorcee (۱۹۳۴)
- جویندگان طلای (۱۹۳۵)
- Let'em Have It (۱۹۳۵)
- سه دختر باهوش (۱۹۳۵)
- برو به غرب (۱۹۳۵)
- مرد من گادفری (۱۹۳۶)
- مرد جوان! (۱۹۳۶)
- یکصد مرد و یک زن (۱۹۳۷)
- در شیکاگو قدیم (۱۹۳۷)
- زِنوبیا (۱۹۳۹)
- آقای لینکلن جوان (۱۹۳۹)